# 1角人民币
人民币1角券首次发行于1955年3月1日。

## 历史
人民币1角目前一共发行了五个版本。

### 第二套人民币
第二套人民币1角发行于1955年3月1日，正面图景为拖拉机。背面为国徽图案以及“中国人民银行壹角”的汉（繁体）蒙藏维四种文字。纸币整体色调为棕黄色，钞纸采用了空心五角星水印。1967年12月15日起该币只收不付，并于1998年12月31日起正式停止流通。

### 第三套人民币
第三套人民币1角最初发行于1962年4月20日，正面的主题为教育与生产劳动相结合，背面图案为国徽、菊花，票面总体为枣红色调。钞纸为空心五角水印与无水印两种。1971年11月20日开始只收不付。该券一般被称为“枣红一角”或“红一角”。
1966年1月10日中国人民银行发行了新版的1角券，正面图景的主题不变，而取景的角度发生了改变。发行新版本的纸币原因未知，较为流行的两种说法是：
- 原1角券面图案中的人物自左向右前进，犯了“右倾”错误。故在新版本中改为向左行。[1]
- 由于枣红一角券使用从苏联进口的印钞纸，在中苏关系破裂后原材料匮乏。同时由于该纸币作为小面额纸币采用了较高的防伪技术，故成本较高。[2]

该券别背面图案为国徽、菊花图案，为深棕、浅绿色调，故被称为“背绿一角”券。钞票的钞纸分为空心五角星水印及无水印两种，印制工艺是正面为凹版印刷、背面为胶版印刷。由于这一版1角券的背面颜色与两角券较为相近，在流通时遇到了较大麻烦，故在发行之后不久即迅速收回。
为了替换流通中的旧版本1角券，央行在1967年12月15日重新发行了修改颜色的1角券。钞票的图案没有发生明显变化，背面的色调修改为深棕、浅紫。该券在发行以后一直流通，直到第四套人民币发行。
由于第三套人民币流通时间较长，1角券的发行量很大，故实际流通的1角券还可以依照印刷方式（凹印、胶印）、冠号（三位罗马字、二位罗马字）、冠号颜色（红色、蓝色）以及水印的有无细分为多个版本。

### 第四套人民币
第四套人民币的1角券于1988年9月22日发行，正面为苗族、满族人物头像，背面图案为国徽与具有民族特色的花边装饰。钞票整体呈深棕色调。
由于第五套人民币未发行面值为1角的纸币，故第四套人民币1角的纸币仍在少量印刷与流通。
1角券的冠号排列方式分为两种。最初为两字母加八位数字的AA00000000形式，在2010年年初由于原有冠号排列方式的纸币发行完毕，故开始发行带有“字母+数字+字母+7位数字”即A0A0000000形式的纸币。目前，两种编号形式的纸币都在流通。